# Vladimir Pravik
Volodymyr Pavlovych Pravyk (em ucraniano: Володимир Павлович Правик, em russo:  Владимир Павлович Правик; Chernobil, 13 de junho de 1962 – Moscou, 11 de maio de 1986) foi um bombeiro soviético que esteve entre os primeiros a chegar na Usina de Chernobil durante o acidente nuclear de 26 de abril de 1986, vindo a falecer poucos dias depois do incidente devido ao envenenamento por radiação. Por seus feitos, recebeu as condecorações de Herói da União Soviética, a Ordem de Lenin e a Estrela Ucraniana para Coragem (conhecida posteriormente como Ordem Para Coragem). Ele foi enterrado no Cemitério Mitinskoe, em Moscou, junto com outras 27 vítimas do desastre de Chernobil.

## Biografia
Pravik tinha 23 anos quando o Acidente nuclear de Chernobil aconteceu. Ele já tinha se formado na universidade e era engajado em empreendimentos criativos como fotografia, desenho e poesia. Também era membro do Komsomol, a divisão juvenil do Partido Comunista da União Soviética.
Pravik era casado com uma professora de jardim de infância, que tinha dado a luz ao primeiro filho do casal pouco antes do desastre.
Quando o acidente em Chernobil aconteceu, Pravik deveria estar tirando seu dia de folga mas ele trocou de turno com seu amigo Piotr Khmel. Ele estava liderando a terceira vigia de alarme de incêndio, que foi a primeira a ser mandada para Pripyat após a explosão na usina ser reportada. Pravik pediu por reforços de Pripyat, Chernobil e Kiev quando ele percebeu que sua pequena equipe não daria conta do gigantesco incêndio na unidade 4 do reator da Usina.
A unidade de Pravik foi a primeira a chegar à central nuclear de Chernobil e eles não tinham conhecimento da magnitude do desastre. Muitos dos primeiros bombeiros que lutaram contra o incêndio na usina chegaram a receber quase cinco vezes a dose letal de radiação. Supostamente, os olhos de Pravik mudaram de castanho para azul devido a maciça quantidade de radiação a qual ele foi exposto. Ele faleceu quase uma quinzena após o acidente como consequência do envenenamento por radiação e, supostamente, foi enterrado em um caixão de zinco selado.